# جاکوبو دیاز
 جاکوبو دیاز (انگلیسی: Jacobo Díaz؛ زاده ۱۱ ژوئیهٔ ۱۹۷۶) یک تنیس‌باز اهل اسپانیا است.